# Via dei Quattro Cantoni
Via dei Quattro Cantoni är en gata i Rione Monti i Rom, vilken löper från Via Cavour till Piazza di San Martino ai Monti. 
Gatan är uppkallad efter de fyra hörn (italienska: cantoni, singularis: cantone) som bildas av de byggnader som är belägna där Via dei Quattro Cantoni möter Via Paolina och Via Sforza.

## Beskrivning
Den dominerande byggnaden vid Via dei Quattro Cantoni är Villa Sforza med det forna klostret San Filippo Neri, Monastero delle Religiose Filippine. Byggnaden hyser numera Agenzia delle accise, dogane e monopoli (ADM).
I Casa Cantarelli vid nummer 45 är Istituto delle Figlie di Maria Santissima dell'Orto beläget och vid den angränsande Via dell'Olmata har Istituto Suore Missionarie di San Pietro Claver sitt säte.

## Omgivningar
Kyrkobyggnader och kapell
- Santa Maria Maggiore
- Santa Maria Annunziata delle Turchine
- San Filippo Neri all'Esquilino
- Cappella di San Pietro Claver i Istituto Suore Missionarie di San Pietro Claver

Gator och gränder
- Via Paolina
- Via Sforza
- Via dell'Olmata

## Bilder
| - Via dei Quattro Cantoni på en karta från år 2022. - Monastero delle Religiose Filippine. Gravyr av Giuseppe Vasi. - Santa Maria Maggiore. |

| - Santa Maria Annunziata delle Turchine. - San Filippo Neri all'Esquilino. - Fontanella Paolina vid Via Paolina. |